# Први конгоански рат
Први конгоански рат је конфликт који је трајао од краја 1996. до 1997. Њиме је са власти свргнут заирски председник Мобуту Сесе Секо. 
Важан узрок рата била је избегличка криза после геноцида у Руанди. У источни Заир је 1994. стигло око 2 милиона Хуту избеглица који су бежали од освете Тутсија. Њих су нападали Тутсији из Руанде и Тутсији из Заира (Бањамуленге), док је Хуту екстремисте из политичких разлога подржавао Мобутуов режим. Војне групе одговорне за геноцид у Руанди су сада оперисале из источног Заира и биле стална опасност за Руанду. Нова влада Руанде, у којој доминирају Тутси, послала је наоружање етничким Тутсима (Бањамуленге) источног Заира. За ову интервенцију јавно их је оптужила влада Заира, али им се није војно успротивила. 
Мобутуу се децембра 1996. супротставио уједињени покрет под вођством Лорана Кабиле потпомогнут страним силама: Угандом, Руандом и Анголом. Званично име овог покрета је било „Алијанса демократских снага за ослобођење Конго-Заира“ (Alliance des Forces Démocratiques pour la Libération du Congo-Zaïre или AFDL). 
Вођа побуњеника, Лоран Кабила, био је дугогодишњи противник Мобутуовог режима. Био је близак идејама првог премијере Конга, Патриса Лумумбе, а за себе је тврдио да је марксиста и поштовалац дела Мао Цедунга. Он је био водио побуњенике на истоку Конга близу две деценије, али је по речима Че Геваре у првим годинама конфликта Кабила био неангажован и ненадахнути вођа.
Уз активну подршку Руанде, Уганде и Анголе, побуњеничке снаге Лорана Кабиле се плански премештају низ реку Конго како би срушили Мобутов режим са центром у Киншаси. Највећи део Кабилиних бораца су били Тутси и многи су били ветерани из конфликта око регије Великих језера у Африци. 
Кабилина војска је полагано напредовала према западу у децембру 1996. при крају избегличке кризе Великих језера. Преузимали су контролу над пограничним насељима и рудницима и нису наишли на јачи отпор при свом напредовању низ реку Конго ка престоници, Киншаси. Из унутрашњости Конгоа су долазили извештаји о масакрима и бруталним злочинима побуњеника. Известиоци Уједињених нација тврде да су током ових операција Кабилине трупе убиле око 60.000 цивила, што је AFDL демантовао. 
Кабилине снаге у марту 1997. започињу офанзиву уз захтев за опозив владе. У марту побуњеници заузимају Касенгу. Влада је пропагандом порицала да губи контролу над територијом. Мобуту је у покушају да побољша свој положај, 2. априла 1997. на место премијера поставио свог политичког ривала Етјена Тшисекедија. Током априла побуњеници су напредовали дуж реке Конго и до маја су стигли до предграђа Киншасе. Кабилине снаге заузимају међународни аеородром у Лубумбашију 16. маја 1997. Тешко болестан Мобуту напушта земљу и ускоро умире 7. септембра 1997. у Мароку. Истога дана, Лоран Кабила се прогласио новим председником државе и наредио увођење реда у земљи. Име земље је променио у Демократска Република Конго. 
Ситуација створена на крају овог рата, нарочито масовно присуство страних трупа у Конгоу, брзо је довела до избијања Другог конгоанског рата, 2. августа 1998.